# 2014 en littérature
| Années de la littérature : 2011 - 2012 - 2013 - 2014 - 2015 - 2016 - 2017    |
| Décennies de la littérature : 1980 - 1990 - 2000 - 2010 - 2020 - 2030 - 2040 |

Cet article présente les faits marquants de l'année 2014 en littérature.

## Évènements
- 18 janvier : centenaire de la naissance de Arno Schmidt.
- 21 janvier : bicentenaire de la mort de Jacques-Henri Bernardin de Saint-Pierre.
- 26 janvier : exécution du poete iranien Hashem Shaabani
- 29 janvier : bicentenaire de la mort de Johann Gottlieb Fichte.
- 5 février : centenaire de la naissance de William S. Burroughs.
- 25 mars : centenaire de la mort de Frédéric Mistral.
- 31 mars : centenaire de la naissance de Octavio Paz.
- 4 avril : centenaire de la naissance de Marguerite Duras.
- 8 mai : centenaire de la naissance de Romain Gary.
- 27 juillet : centenaire de la naissance de  Georges Borgeaud.
- 30 juillet : centenaire de la naissance de Béatrix Beck.
- Août 2014 : début de la rentrée littéraire
- 5 septembre : centenaire de la mort de Charles Péguy.
- 22 septembre : centenaire de la mort d'Alain-Fournier
- 9 octobre : le prix Nobel de littérature est attribué à Patrick Modiano.
- 27 octobre : centenaire de la naissance de Dylan Thomas.
- 3 novembre : centenaire de la mort de Georg Trakl.
- 2 décembre : bicentenaire de la mort de Sade.

## Parutions

### Bande dessinée
1. Luisa Aguilar et André Neves, Oreilles papillons, album jeunesse, éditions Père Fouettard

### Essais
1. Alice Becker-Ho, Le premier ghetto ou l'exemplarité vénitienne, Riveneuve éditions.
2. Lie Tseu, Les Fables de Maître Lie, traduction de Jean Levi, Éditions de l'Encyclopédie des Nuisances.
3. Giulia Enders, Le Charme discret de l’intestin, Ullstein-Verlag
4. Céline Curiol, Un quinze août à Paris : Histoire d'une dépression, Actes Sud  (ISBN 978-2-330-03191-6)

### Histoire
1. Joslan F. Keller, Dossiers inexpliqués, tome 1, éditions Scrineo.

### Nouvelles
1. 13 à table ! 2015, premier recueil de la série 13 à table ! éditée au profit des Restos du cœur.
2. Tatiana de Rosnay, Café Lowendal et autres nouvelles.

### Poésie
1. Abdelwahab Meddeb, Portrait du poète en soufi, coll. L'extrême contemporain, Éditions Belin, 190 p.  paru en octobre

### Partitions
1. Colette Mourey Sad o'clock soul dance (Éditions Marc Reift)[1]

### Romans

#### Auteurs francophones
- Frédéric Andréi, Riches à en mourir, Éditions Albin Michel.
- Nadia Coste, Ascenseur pour le futur, Syros
- Isabelle Desesquelles, Les hommes meurent, les femmes vieillissent, Belfond
- Timothée de Fombelle, Le Livre de Perle, édition Pôle fiction
- Patrick Grainville, Bison (Grand prix Palatine du roman historique), Éditions du Seuil
- Édouard Louis, En finir avec Eddy Bellegueule, éditions du Seuil
- Laurent Mauvignier, Autour du monde, Les Éditions de Minuit
- Patrick Modiano, Pour que tu ne te perdes pas dans le quartier, Éditions Gallimard
- Anne Révah, Quitter Venise, Mercure de France
- Joann Sfar, Le Plus Grand Philosophe de France, Éditions Albin Michel
- Irina Teodorescu, La malédiction du bandit moustachu, prix Dubreuil SGDL, prix Europe ADELF, Gaïa Éditions
- Stanislas Wails, Deux, Au diable Vauvert
- Maylis de Kerangal, Réparer les vivants, Édition Verticales

#### Auteurs traduits
- John Flanagan, Rôdeur royal, Hachette Jeunesse.
- Robert Muchamore, début de la série Rock War, éditions Casterman.

## Décès
- 9 janvier : Josep Maria Castellet, écrivain, critique littéraire et éditeur espagnol (° 15 décembre 1926).
- 16 février : Michael Shea, écrivain américain de science-fiction et de fantasy, mort à 67 ans.
- 20 février : Antoinette Fouque, éditrice et essayiste française (° 1er octobre 1936), morte à 77 ans.
- 18 mars : Lucius Shepard, écrivain américain (° 21 août 1943).
- 17 avril : Gabriel García Márquez, écrivain colombien, prix Nobel de littérature en 1982 (° 6 mars 1927).
- 30 mai : Michael Szameit, écrivain allemand de science-fiction.
- 1er juin : Jay Lake, écrivain américain de science-fiction et de fantasy (° 6 juin 1964).
- 15 juin : Daniel Keyes, écrivain américain de science-fiction, mort à 86 ans.
- 25 juin : Ana María Matute, écrivaine espagnole et prix Cervantes (° 26 juillet 1925).
- 30 juin : Frank M. Robinson, écrivain américain de science-fiction, mort à 87 ans.
- 13 juillet : Thomas Berger, écrivain américain de science-fiction et de romans policiers, mort à 89 ans.
- 14 juillet : Nadine Gordimer, écrivaine sud-africaine (° 20 novembre 1923).
- 29 août : Christian Bachelin, poète et écrivain français (° 1er septembre 1933).
- 9 septembre : Graham Joyce, écrivain britannique de fantastique, mort à 59 ans.
- 6 novembre : Abdelwahab Meddeb, écrivain, poète et animateur de radio franco-tunisien, mort à 68 ans.
- 27 novembre : P. D. James, écrivaine britannique de romans policiers, morte à 94 ans.